# Conão (mitógrafo)
Conão ou Cônon (em grego: Κόνων, Kónôn; 36 a.C. – 17 d.C.) foi um gramático e mitógrafo grego que viveu durante o século I a.C. É autor de uma série de obras intitulada Narrações (Διηγήσεις), com um tema preferencialmente mitológico, mas muito variado e original, incluindo também algumas fábulas milésias. Dedicada a Arquelau Philopator, rei da Capadócia, esta coleção está perdida, mas um epítome do trabalho foi preservado na Biblioteca de Fócio, onde estão resumidas as cinquenta histórias que continha, relacionadas em particular com as fundações das cidades.
Outros autores antigos posteriores falam de estudiosos chamados Conão que escreveram sobre outros assuntos, mas não se sabe se eles são os mesmos: Flávio Josefo, no Contra Apião, menciona um Conão que escreveu sobre a história dos judeus; Sérvio cita um Conão em seu comentário ao sétimo livro de Eneida; Dião Crisóstomo evoca um retórico chamado Conão em seu décimo oitavo discurso.